# 423e régiment d'artillerie
Le 423e régiment d'artillerie est un régiment d'artillerie de l'armée de terre française.

## Création et différentes dénominations
Le Colonel BOUYNEAU Maurice, Commandant le 423° Régiment d'Artillerie Antiaérienne (RAA) était le chef de corps en 1959 à SP 69292.

## Etendard
Il ne porte aucune inscriptions.